# ایسیتا ویجسوندرا
ایسیتا ویجسوندرا (زاده ۱۱ مه ۱۹۹۷) یک بازیکن کریکت اهل سری لانکا است.  او نخستین بازی خود در لیست A را در تاریخ ۱۵ دسامبر ۲۰۱۹ برای باشگاه ورزشی ساراسنز در مسابقات اینویتاتیون لیمیتد اور ۲۰۱۹–۲۰ ۲۰ انجام داد.  ویجسوندرا نخستین بازی خود را در تونتی ۲۰ در تاریخ ۵ مارس ۲۰۲۱ برای باشگاه کریکت گمرک کندی در مسابقات اس ال سیتونتی ۲۰ (۲۰۲۰-۲۰۲۱) انجام داد. 